# Simón Feldman
Simón Feldman (Buenos Aires, 12 de gener de 1922 - 16 d'octubre de 2015) va ser un director de cinema, guionista, crític i pintor argentí que va néixer a Buenos Aires, l'Argentina.
Va realitzar els seus estudis i treballs, a les diferents àrees, tant a l'Argentina com a Europa, especialment a França. Va estudiar cinema a l'IDHEC (Institut des hautes études cinématographiques) de París el 1953. De retorn a Buenos Aires va ser cofundador del “Seminario de cine de Buenos Aires”, es va dedicar a la docència i va escriure diversos llibres sobre cinema i pintura entre els quals es compten, La generación del 60 i Cine, técnica y lenguaje. La seva filmografia comprèn llargmetratges, mediometrajes i curtmetratges, alguns d'ells del gènere documental.
Els seus primers films van ser Un teatro independiente (1954) i El negoción (1959) (no estrenat comercialment). El 1960 va dirigir el llargmetratge Los de la mesa 10 amb María Aurelia Bisutti i Emilio Alfaro, que tuvo elogios de la crítica.
El 28 de març de 2000 li va ser lliurat el Premi Cóndor de Plata a la trajectòria per part de l'Asociación de Cronistas Cinematográficos de la Argentina.

## Filmografia
Director
- Memorias y olvidos (1987)
- Happy End (curtmetratgee) (1982)
- Caraballo mató un gallo (curtmetratge) (1976)
- Los cuatro secretos (1975)
- Tango argentino (1969)

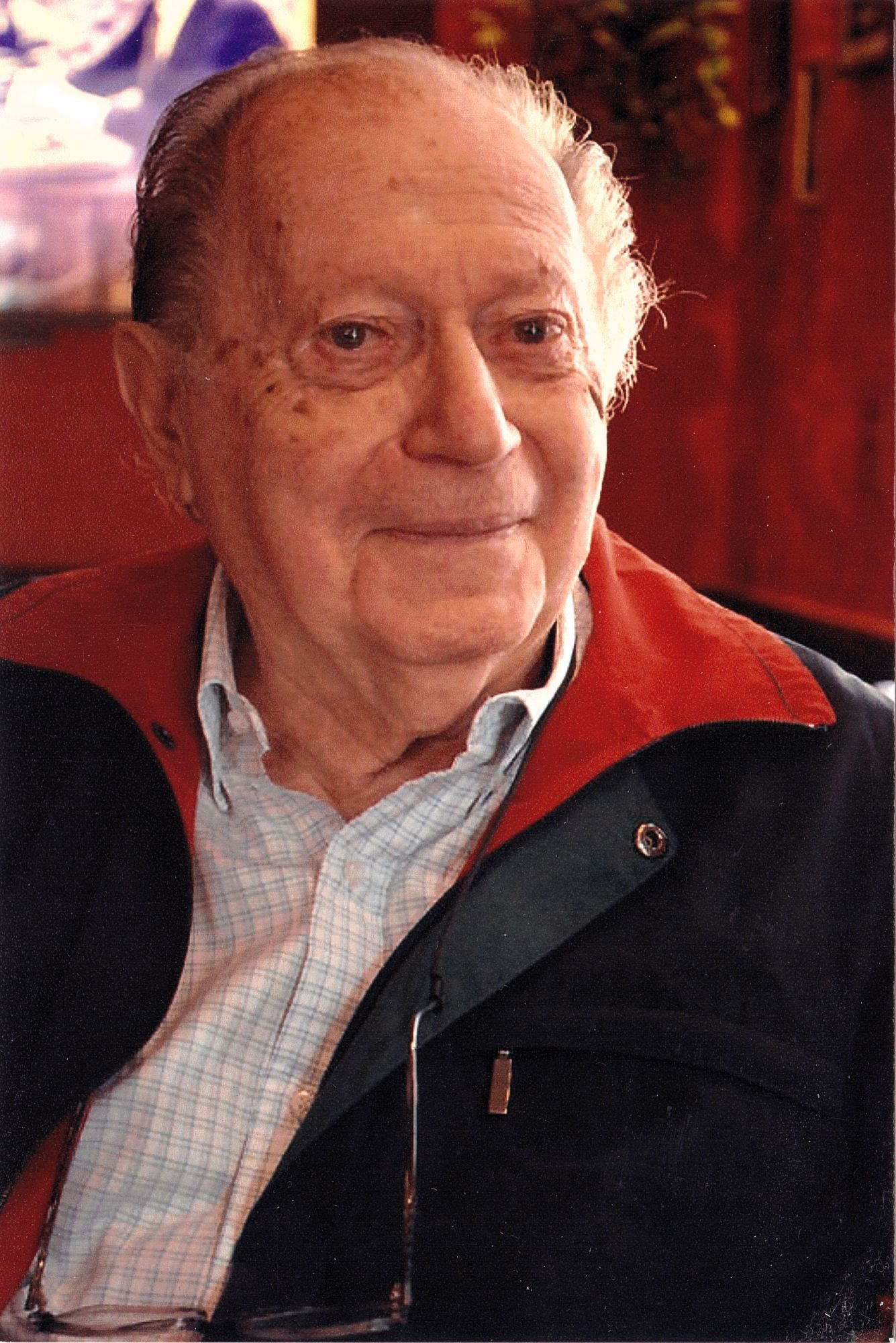

- Génesis del Chaco (curtmetratge) (1965)
- Mundo nuevo (curtmetratge) (1965)
- Grabado argentino (curtmetratge) (1961)
- Gambartes, pintor del litoral curtmetratge) (1960)
- Los de la mesa 10 (1960)
- El negoción (1959)
- Un teatro independiente (curtmetratge) (1954)

Guionista
- Memorias y olvidos (1987)
- Los cuatro secretos (1976)
- Mundo nuevo (curtmetratge) (1965)
- Los de la mesa 10 (1960)
- El negoción (1959)

Animació
- Castelao (Biografía de un ilustre gallego) (1980)
- Los cuatro secretos (1976)

Productor
- Mundo nuevo (curtmetratge) (1965)

Director de fotografia
- El negoción (1959)

Editor
- El negoción (1959)

Obres:
- El director de cine: técnicas y herramientas
- Guion argumental; Guion documental
- La fascinación del movimiento
- La realización cinematográfica
- El cine: cara y ceca
- La generación del 60
- La composición de la imagen en movimiento